# Adams (Minnesota)
Adams is een plaats (city) in de Amerikaanse staat Minnesota, en valt bestuurlijk gezien onder Mower County.

## Demografie
Bij de volkstelling in 2000 werd het aantal inwoners vastgesteld op 800.
In 2006 is het aantal inwoners door het United States Census Bureau geschat op 778.

## Geografie
Volgens het United States Census Bureau beslaat de plaats een oppervlakte van
2,6 km², geheel bestaande uit land. Adams ligt op ongeveer 411 m boven zeeniveau.